# Región Centro Desierto de Coahuila
La Región Centro-Desierto de Coahuila es una región situada en la parte centro noroeste del estado de Coahuila. Tiene una superficie de 55 133 km² y una población según el censo de 2015 de 412 517 habitantes. Se subdivide en Región Desierto de Cuatro Ciénegas y Región Centro de Monclova, cuenta con 13 municipios: Lamadrid, Nadadores, Sacramento, Ocampo, Sierra Mojada, Cuatro Ciénegas, Monclova, Frontera, Castaños, Abasolo, San Buenaventura, Escobedo y Candela.

## Historia
A la región llegaron los primeros colonizadores españoles en 1617 donde fundaron Monclova y Cuatro Ciénegas pero fue derivado por los indios Coahuiltecos que habitaban el valle. Los Tlaxcaltecas llegaron a la región y fundaron villas como Nadadores y Ocampo. 

## Ciudades y Municipios
Monclova

Paisaje regional.

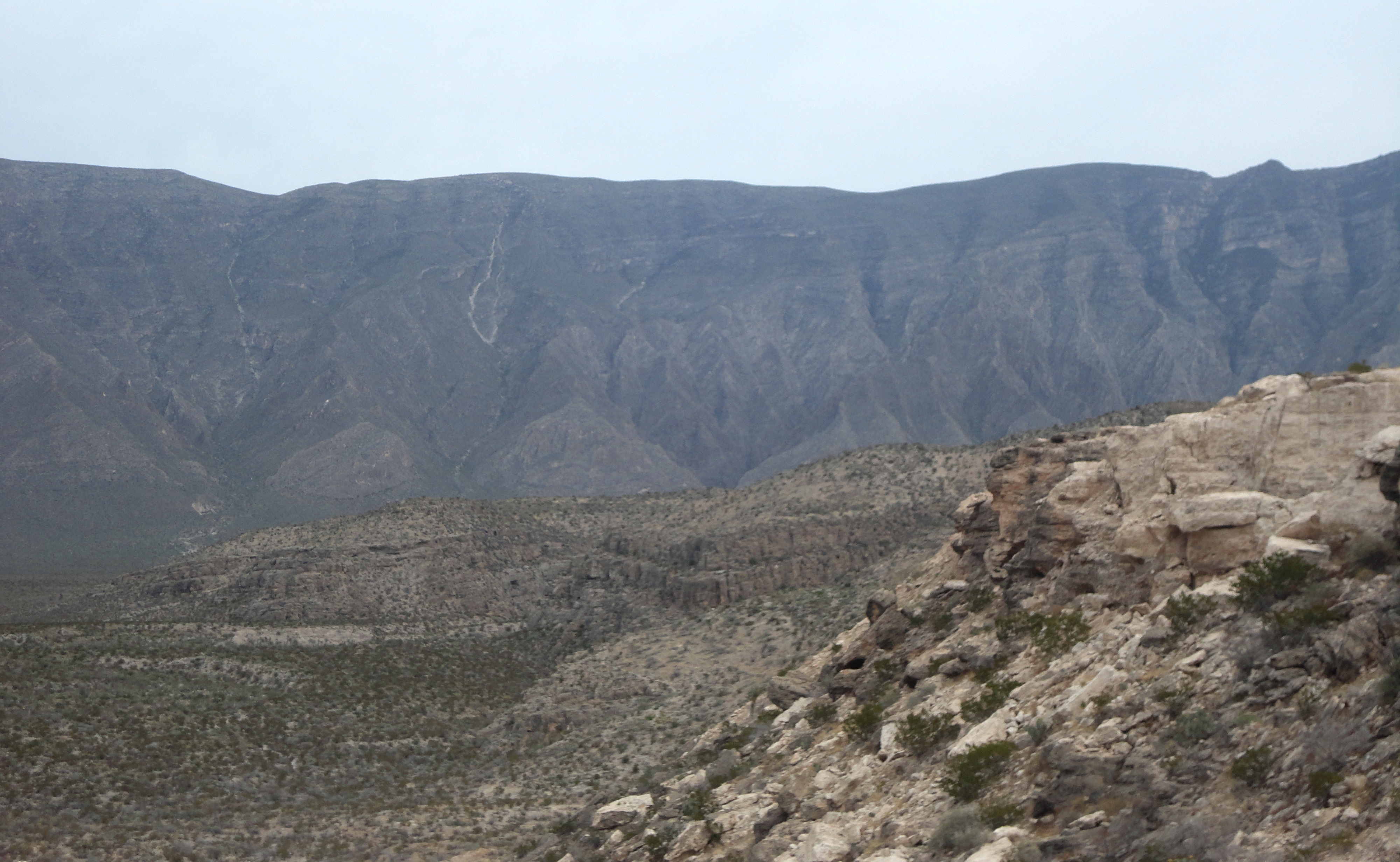
Paisaje regional.

Es la ciudad más importante de la región, su Índice de Desarrollo Humano (IDH) es de 0.861 (2010). Además, Monclova es una de las cinco ciudades con mayor desarrollo comercial, industrial y financiero de México y la número 12 con menor rezago social o desempleo del país. Por otro lado, está posicionada como la ciudad número 11 de México en cuanto a competitividad se refiere. Es una ciudad destacada por la mayor producción de acero de todo México y Latinoamérica, lo que le ha valido el mote de "La Capital del Acero".
Cuatro Ciénegas
Es la segunda ciudad más importante de la región, cuenta con nombramientos entre los que destacan el de Ciudad Limpia, una de las 13 Maravillas Naturales de México, Pueblo con historia y recientemente Pueblo Mágico de México. Su importancia se debe a las pozas o lagunas que rodean por los cuatro puntos cardinales el Valle de Cuatro Ciénegas, además de ser lugar natal del primer presidente constitucional del país "El Varón de Cuatro Ciénegas" Don Venustiano Carranza. Es considerado el centro turístico regional, de sus sitios destacan las Bodegas de Vino de Uva, el Centro Histórico, sus calles coloniales, el mirador, el Río Mezquites, la Poza Azul, Poza Becerra y El Nogalito. Entre sus fiestas destacan la Feria de la Vendimia Uva, el Festival del Globo y los festejos de San José.
Cuenta con infraestructura hotelera, restaurantera, turística y de negocios, además del Aeropuerto Constitucional que es uno de los dos con los que cuenta la región.
Frontera
Parte de la Zona Metropolitana de Monclova según el II Conteo de Población y Vivienda aplicado en el 2015 por el Instituto Nacional de Estadística y Geografía (INEGI), tiene una población de 80,991 habitantes. Se localiza en las coordenadas 101°27´9” longitud oeste y 26°55´36” latitud norte. Las principales actividades económicas del municipio son la transformación de productos minerales y metálicos. En ella se asientan la estación de ferrocarril y el aeropuerto internacional de la zona conurbada.
Castaños
Es una población del estado mexicano de Coahuila, situada en el centro del estado, es cabecera del Municipio de Castaños y forma parte del Área Metropolitana de Monclova.
San Buenaventura
Es un municipio del estado de Coahuila localizado a 58 kilómetros al oriente de Cuatrociénegas, teniendo como vecindantes y límites los municipios de Melchor Muzquíz al Norte, Frontera al Sur, Abasolo y Escobedo al Este y Nadadores y Ocampo al Oeste, forma parte del Área Metropolitana de Monclova.
Ocampo
Es el municipio más grande de la región. Ocampo ocupa todo el sector noroeste del estado de Coahuila, completamente dentro del Bolsón de Mapimí y del Desierto de Chihuahua. Limita al sur con los municipios de Cuatrociénegas, Sierra Mojada y Lamadrid, al este con los municipios de Múzquiz, San Buenaventura y Nadadores, al oeste con el municipio de Sierra Mojada y con el estado de Chihuahua, donde corresponde a los municipios de Camargo y Manuel Benavides y al norte con el municipio de Acuña y con el estado de Texas en los Estados Unidos, particularmente con el Condado de Brewster.
Sierra Mojada
Es una población cabecera del municipio del mismo nombre. Situada en el Bolsón de Mapimí, tiene una población muy baja con tendencia a disminuir debido a la baja actividad económica de la región, siendo con anterioridad un próspero centro minero.
Nadadores
Es cabecera del municipio de Nadadores y se encuentra ubicado en la región centro de Coahuila, a unos 30 kilómetros al noroeste de la ciudad de Monclova y 50 kilómetros al oriente de la ciudad de Cuatrociénegas de Carranza.
Sacramento
Es una población y municipio ubicado en el centro del estado de Coahuila a 35 kilómetros de la Ciudad de Cuatrociénegas de Carranza. Su población, de acuerdo al censo nacional del año 2010 es de 2.314 habitantes (INEGI).
Lamadrid
Es un municipio en el centro del Estado de Coahuila al norte de México, se localiza en las coordenadas 101°47´41” longitud oeste y 27°2´59” latitud norte, a una altitud de 640 metros sobre el nivel del mar y aproximadamente a una distancia de 265 kilómetros de la capital del estado Saltillo , al oriente de la Ciudad de Cuatrociénegas. Su mote es "El Vergel de Coahuila".
Escobedo
Es uno de los 38 municipios que conforman al estado mexicano de Coahuila. Se constituyó como municipio en 1905 y su cabecera es el pueblo de Escobedo.
Candela
Está localizado en las coordenadas 26°50′25″N 100°39′43″O, en la región centro del estado de Coahuila. En 2005, había 1,352 habitantes. En el 2010 la población subió a 1,808 de acuerdo al INEGI.
Abasolo
Se sitúa aproximadamente a una hora de distancia de la ciudad de Monclova. En 2005 contaba con una población de 679 habitantes. Las personas de ese pueblo se dedican a la agricultura y ganadería. En 1730 fue por el nombre de Vicente el Alto, 14 de noviembre de 1827 se concedió la condición de pueblo y el nombre fue sustituido después de la Independencia por el del caudillo Mariano Abasolo.